# Iglesia de Santa María Magdalena (Esplugas)
La iglesia parroquial de Santa María Magdalena se encuentra en Esplugas de Llobregat (comarca del Bajo Llobregat, provincia de Barcelona). Fue construida en 1864 en estilo ecléctico, sobre otra anterior de estilo gótico, emplazada a su vez en la ubicación de una capilla románica. Pertenece a la diócesis de San Feliú de Llobregat.
Este inmueble está inscrito como Bien Cultural de Interés Local (BCIL) en el Inventario del Patrimonio Cultural catalán con el código IPA-18903.

## Historia y descripción

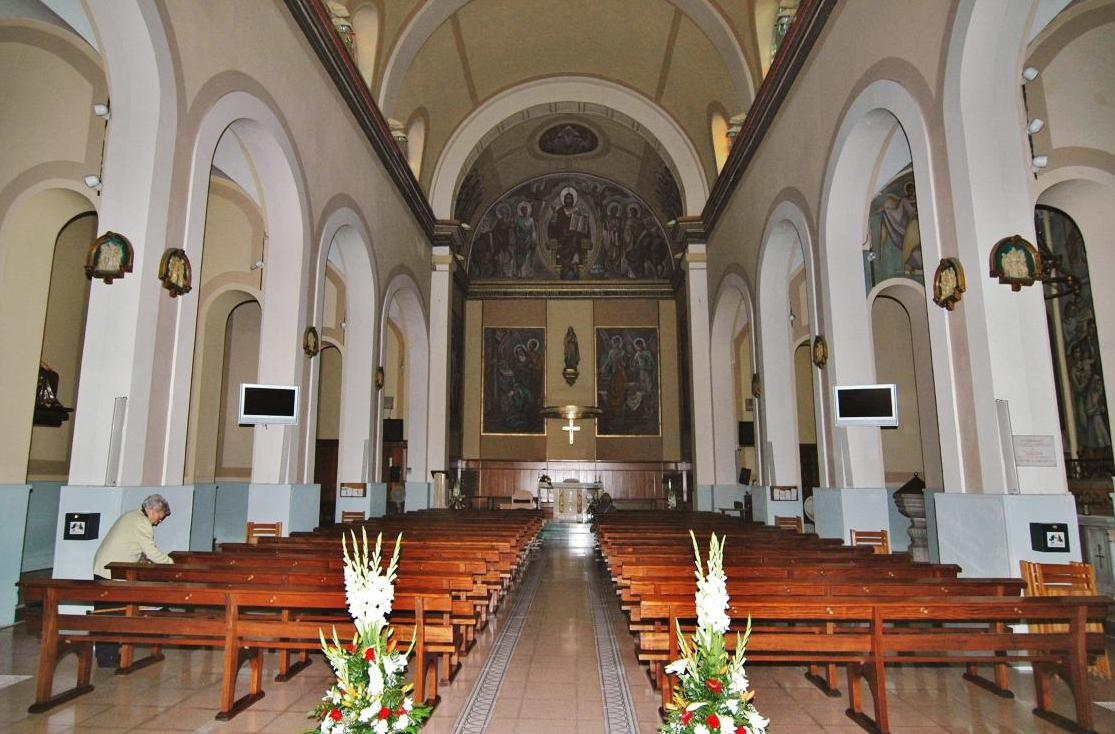
Interior de la iglesia

Los orígenes de la iglesia se encuentran en una antigua capilla dedicada a santa María Magdalena —patrona de Esplugas—, dependiente del monasterio de San Pedro de las Puellas de Barcelona. En 1103, la capilla fue convertida en iglesia parroquial del pueblo y consagrada por el obispo de Barcelona, Berenguer Bernat. En 1503 se construyó una nueva iglesia, en estilo gótico, que a su vez fue sustituida en 1864 por la actual, de estilo ecléctico. El proyecto de la nueva iglesia fue a cargo del arquitecto Josep Simó Fontcuberta. En 1925 se construyó la capilla del Santísimo, gracias a la cesión de unos terrenos de la adyacente masía de Can Pi. La iglesia fue quemada en 1936, al inicio de la Guerra Civil, fecha en que se perdió el retablo neoclásico del altar mayor. Fue reconstruida entre 1939 y 1945, bajo la supervisión del arquitecto municipal Climent Maynés.
La iglesia es de planta rectangular, de una única nave, con crucero y cuatro capillas laterales entre contrafuertes, con techo de bóveda de cañón y arcos fajones. El crucero tiene un brazo más largo que el otro, donde se encuentra la capilla del Santísimo Sacramento. La fachada presenta un pórtico construido en 2003, en conmemoración del 900 aniversario de la parroquia, con tres arcos de medio punto —el central más alto que los laterales— y frontón triangular, que culmina en un rosetón central, algo desviado del eje de simetría. El campanario, de 45 m de altura, está situado a la derecha de la fachada; de inspiración renacentista, es de planta cuadrada, con cuatro ventanales de medio punto y un reloj en su parte superior, bajo el emplazamiento de las campanas.
En la decoración interior cabe remarcar: el altar mayor, de piedra calcárea de color beige, con dos ángeles de alabastro con las letras griegas alfa y omega. El presbiterio tiene cuatro paredes con murales de pintura al temple, obra de Joan Torras i Viver (1956), decorados con escenas relativas a santa María Magdalena: en el primero aparece la santa ungiendo los pies de Jesús en casa de Simón; en el segundo, vemos a las tres Marías con san Juan a los pies de la cruz; en el tercero, Magdalena se encuentra en el sepulcro del Salvador, donde se le aparecen dos ángeles que le anuncian la resurrección de Cristo; y, en el cuarto, María se encuentra con Jesús en la escena de Noli me tangere. En el tímpano, de forma semicircular, aparece Jesús como pantocrátor, rodeado de los evangelistas, en una composición de inspiración bizantina. En la bóveda vemos por último a Dios Padre en posición de bendecir, rodeado de ángeles.
En las capillas laterales se encuentran diversas obras de arte: la de la Inmaculada contiene un plafón cerámico en relieve con la Virgen María coronada por dos ángeles; la del Santo Cristo presenta una imagen en talla policromada de Cristo crucificado, con un fondo cerámico con la Virgen María, san Juan Evangelista y el Espíritu Santo, obra de Angelina Alós; la de la Virgen de Montserrat, con una imagen de la Moreneta y pinturas murales con escenas de la Anunciación, la Asunción y la Coronación de la Virgen, obra de Joan Torras Viver (1965-1966); y la del Cristo yacente, con una escultura del mismo motivo, obra de Eulàlia Fàbregas de Sentmenat, y pinturas murales de Carles Madirolas. Por su parte, los dos brazos del crucero presentan sendas capillas: la del Santísimo Sacramento, que alberga una talla de la Virgen de Gracia de estilo barroco (1683); y la del baptisterio, con un mural de pintura acrílica con el Bautismo de Jesús, de Joan Torras Viver (2000).